# Urrácal (kommunhuvudort)
Urrácal är en kommunhuvudort i Spanien.   Den ligger i provinsen Provincia de Almería och regionen Andalusien, i den södra delen av landet, 400 km söder om huvudstaden Madrid. Urrácal ligger 749 meter över havet och antalet invånare är 365.
Terrängen runt Urrácal är kuperad. Runt Urrácal är det ganska glesbefolkat, med 27 invånare per kvadratkilometer. Närmaste större samhälle är Albox, 19,0 km öster om Urrácal. Omgivningarna runt Urrácal är i huvudsak ett öppet busklandskap.